# Сенегальский лев
Сенегальский лев, или западноафриканский лев (лат. Panthera leo senegalensis), — подвид льва, который обитает на территории Западной Африки. Этот подвид льва находится под угрозой исчезновения.

## Внешние характеристики
Генетические исследования показали, что сенегальский лев отличаются от львов Восточной и Центральной Африки и имеет большое сходство с азиатскими львами. По своим размерам представители подвида меньше своих африканских собратьев. Гривы у самцов небольшие и светлые, шерсть на теле тоже довольно светлая. У самцов из национального парка Пенджари грив вообще нет или они слабо выражены. Есть отличия и в черепе. Живут эти хищники меньшими прайдами по сравнению с другими африканскими подвидами. Продолжительность их жизни в дикой природе составляет 14—18 лет. В неволе сенегальские львы доживают до 30 лет.

## Происхождение подвидов львов
Изучая эволюцию львов, специалисты обследовали 357 животных. Они пришли к выводу, что появились эти хищники в Восточной Африке примерно 130—140 тыс. лет назад. Затем они стали распространяться на север, запад Африки и в Западную Азию. Случилось это 118 тыс. лет назад. Именно с этого времени и начали проявляться генетические различия, и образовались подвиды, которые дожили до наших дней. Человек тоже внёс свою негативную лепту в эволюцию львов. Он во все века безжалостно уничтожал этих животных, сокращая популяцию.

## Ареал
Сенегальские львы распространены в Западной Африке, южнее Сахары, от Сенегала на западе и до Центральноафриканской Республики на востоке. Львы редко встречаются в западной Африке, и находятся под угрозой исчезновения. Сенегальские львы так же редко встречаются в неволе. В 2006 году было зарегистрировано только 13 сенегальских львов, живущих в неволе.
В 2004 году популяция западноафриканских львов насчитывала 450—1300 особей. Кроме того около 550—1550 львов было в Центральной Африке. В обоих регионах исторически занимаемая львами площадь сократилась на 15 %.